# Перемишльські римо-католицькі єпископи
Перемишльські римо-католицькі єпископи — римо-католицькі єпископи-ординарії та єпископи-помічники Перемишльської дієцезії (до 1992) і Перемишльської архідієцезії.

## Єпископи

### Ординарії
| №п/п | Період          | Єпископ                          | Зображення | Зауваги                                                                                                   |
| ---- | --------------- | -------------------------------- | ---------- | --- |
| 1    | ?-1351?         | Іван                             |            | |
| 2    | 1353-перед 1375 | Миколай Русин                    |            | |
| 3    | 1377–1391       | Ерик з Вінзена                   |            | |
| 4    | 1392–1420       | Мацей Яніна                      |            | |
| 5    | 1420–1435       | Януш з Любеня                    |            | |
| 6    | 1436–1452       | Пйотр з Хжонстова                |            | |
| 7    | 1452–1474       | Миколай з Блажейова              |            | |
| 8    | 1479–1481       | Анджей Опоровський               |            | потім вроцлавський єпископ                                                                                |
| 9    | 1482–1484       | Пйотр Мошинський                 |            | потім вроцлавський єпископ                                                                                |
| 10   | 1484–1485       | Ян Казьмєрський                  |            | |
| 11   | 1486–1492       | Ян з Торговиська                 |            | |
| 12   | 1492–1498       | Миколай Крайовський              |            | |
| 13   | 1501–1503       | Анджей Боришевський              |            | апостольський адміністратор, потім архієпископ-митрополит гнезненський, примас Польщі і Литви             |
| 14   | 1503–1514       | Мацей Джевіцький                 |            | потім вроцлавський єпископ, пізніше архієпископ-митрополит гнезненський, примас Польщі і Литви            |
| 15   | 1514–1520       | Петро Томіцький                  |            | потім єпископ плоцький, пізніше єпископ краківський                                                       |
| 16   | 1520–1523       | Рафал Лещинський                 |            | потім плоцький єпископ                                                                                    |
| 17   | 1523–1527       | Анджей Кшицький                  |            | потім єпископ плоцький, пізніше архієпископ-митрополит гнезненський, примас Польщі і Литви                |
| 18   | 1527–1531       | Ян Карнковський                  |            | потім вроцлавський єпископ                                                                                |
| 19   | 1531–1535       | Ян Хоєнський                     |            | потім єпископ плоцький, пізніше — єпископ краківський                                                     |
| 20   | 1535–1537       | Пйотр Ґамрат                     |            | потім єпископ плоцький, пізніше — єпископ краківський і гнезненський, примас Польщі і Литви               |
| 21   | 1537–1544       | Станіслав Тарло                  |            | |
| 22   | 1545–1559       | Ян Дзядуський                    |            | |
| 23   | 1560            | Філіп Паднєвський                |            | потім єпископ краківський                                                                                 |
| 24   | 1560–1572       | Валентій Гербурт                 |            | |
| 25   | 1574–1577       | Лукаш Косцелецький               |            | потім єпископ познанський                                                                                 |
| 26   | 1577–1580       | Войцех Старожберський Собеюський |            | |
| 27   | 1583–1584       | Ян Боруковський                  |            | |
| 28   | 1585–1591       | Войцех Барановський              |            | потім єпископ плоцький, вроцлавський, гнезненський, примас Польщі і Литви                                 |
| 29   | 1591–1601       | Вавжинець Гослицький             |            | потім єпископ познанський                                                                                 |
| 30   | 1601–1608       | Мацей Пстроконський              |            | потім єпископ вроцлавський                                                                                |
| 31   | 1608–1619       | Станіслав Сецинський             |            | |
| 32   | 1619–1624       | Ян Венжик                        |            | потім єпископ познанський, пізніший архієпископ-митрополит гнезненський, примас Польщі і Литви, інтеррекс |
| 33   | 1624–1627       | Ахаци Ґроховський                |            | потім єпископ луцький                                                                                     |
| 34   | 1627–1631       | Адам Новодворський               |            | потім єпископ познанський                                                                                 |
| 35   | 1631–1635       | Генрик Фірлей                    |            | потім єпископ познанський                                                                                 |
| 36   | 1635–1636       | Анджей Шолдарський               |            | потім єпископ познанський                                                                                 |
| 37   | 1636–1642       | Петро Гембицький                 |            | потім єпископ краківський                                                                                 |
| 38   | 1642–1644       | Александер Тшебінський           |            | |
| 39   | 1644–1649       | Павел Пясецький                  |            | |
| 40   | 1649–1654       | Ян Замойський                    |            | потім єпископ луцький                                                                                     |
| 41   | 1654–1658       | Анджей Тшебіцький                |            | потім єпископ краківський, інтеррекс                                                                      |
| 42   | 1658–1677       | Станіслав Сарновський            |            | потім єпископ вроцлавський                                                                                |
| 43   | 1677–1689       | Ян Станіслав Збонський           |            | потім єпископ вармінський                                                                                 |
| 44   | 1689–1701       | Георг Альбрехт Денгофф           |            | потім краківський єпископ                                                                                 |
| 45   | 1701–1718       | Ян Казімєж де Альтен Бокум       |            | потім єпископ хелмінський                                                                                 |
| 46   | 1719–1724       | Кшиштоф Анджей Ян Шембек         |            | потім єпископ вармінський                                                                                 |
| 47   | 1724–1734       | Александер Антоній Фредро        |            | |
| 48   | 1737–1741       | Валентій Александер Чапський     |            | потім єпископ вроцлавський                                                                                |
| 49   | 1742–1760       | Вацлав Сераковський              |            | потім архієпископ-митрополит львівський                                                                   |
| 50   | 1760–1764       | Міхал Водзіцький                 |            | |
| 51   | 1765–1766       | Валентій Венжик                  |            | |
| 52   | 1766–1768       | Анджей Миколай Млодзейовський    |            | потім єпископ познанський                                                                                 |
| 53   | 1768–1783       | Юзеф Тадеуш Керський             |            | |
| 54   | 1783–1786       | Антоній Вацлав Бетанський        |            | |
| 55   | 1786–1824       | Антоній Ґолашевський             |            | |
| 56   | 1825–1832       | Ян Антоні де Поточкі             |            | |
| 57   | 1834–1839       | Міхал Корчинський                |            | |
| 58   | 1840–1845       | Франциск Ксаверій Захар'ясевич   |            | |
| 59   | 1846–1860       | Францішек Вежхлейський           |            | потім архієпископ-митрополит львівський                                                                   |
| 60   | 1860–1862       | Адам Ясинський                   |            | |
| 61   | 1863–1869       | Антоній Манастирський            |            | |
| 62   | 1870–1881       | Мацей Гіршлер                    |            | |
| 63   | 1881–1900       | Лукаш Солецький                  |            | |
| 64   | 1900–1924       | Йосиф Себастьян Пельчар          |            | святий Католицької Церкви                                                                                 |
| 65   | 1924–1933       | Анатоль Новак                    |            | |
| 66   | 1933–1964       | Францішек Барда                  |            | |
| 67   | 1966–1993       | Ігнатій Токарчук                 |            | |
| 68   | 1993–2016       | Юзеф Міхалік                     |            | |
| 69   | від 2016        | Адам Шаль                        |            | |

### Єпископи-помічники
| Lp | Okres pełnienia funkcji | Imię i nazwisko             | Wizerunek | Uwagi                                                             |
| -- | ----------------------- | --------------------------- | --------- | ----------------------------------------------------------------- |
| 1  | 1682–1690               | Ян Дембський                |           |                                                                   |
| 2  | 1692–1699               | Людвік Бартоломей Залуський |           | потім єпископ плоцький                                            |
| 3  | 1699–1714               | Павел Константи Дубравський |           |                                                                   |
| 4  | 1714–1717               | Лукаш Яцек Чермінський      |           |                                                                   |
| 5  | 1718–1720               | Станіслав Юзеф Гоз'юш       |           | потім єпископ інфлянтсько-пілтинський, кам'янецький і познанський |
| 6  | 1721–1723               | Міхал Пеховський            |           |                                                                   |
| 7  | 1724–1728               | Францішек Антоній Шембек    |           |                                                                   |
| 8  | 1729–1759               | Анджей Прусський            |           |                                                                   |
| 9  | 1761–1767               | Єронім Велоґловський        |           |                                                                   |
| 10 | 1768–1769               | Міхал Вітославський         |           |                                                                   |
| 11 | 1770–1776               | Станіслав Виковський        |           |                                                                   |
| 12 | 1778–1786               | Міхал Сераковський          |           |                                                                   |
| 13 | 1781–1783               | Антоній Вацлав Бетанський   |           |                                                                   |
| 14 | 1882–1885               | Ігнатій Лобос               |           | потім єпископ тарновський                                         |
| 15 | 1887–1898               | Якуб Ґлазер                 |           |                                                                   |
| 16 | 1899–1900               | Йосиф Себастьян Пельчар     |           | następnie biskup diecezjalny przemyski                            |
| 17 | 1901–1931               | Кароль Фішер                |           |                                                                   |
| 18 | 1931–1933               | Францішек Барда             |           | потім єпископ-ординарій перемишльський                            |
| 19 | 1934–1967               | Войцех Томака               |           |                                                                   |
| 20 | 1957–1983               | Станіслав Якель             |           |                                                                   |
| 21 | 1964–1993               | Болеслав Таборський         |           |                                                                   |
| 22 | 1970–1991               | Тадеуш Блашкевич            |           |                                                                   |
| 23 | 1984–2004               | Стефан Москва               |           |                                                                   |
| 24 | 1988–1992               | Едвард Бялоґловський        |           | потім єпископ-помічник ряшівський                                 |
| 25 | 1989–1992               | Едвард Франковський         |           | потім єпископ-помічник сандомирський                              |
| 26 | 2000–2016               | Адам Шаль                   |           | потім архієпископ-митрополит перемишльський                       |
| 27 | 2006–2012               | Мар'ян Роєк                 |           | потім єпископ замойсько-любачівський                              |
| 28 | від 2013                | Станіслав Ямрозек           |           |                                                                   |